# Nam phrik
Nam phrik (en tailandés: น้ำพริก, pronunciado [ná (ː) m pʰrík̚]) es un tipo de salsa de chile picante tailandesa típica de la cocina tailandesa. Los ingredientes habituales para las salsas tipo nam phrik son chiles frescos o secos, ajo, chalotes, jugo de limón y, a menudo, algún tipo de pasta de pescado o camarones. En la forma tradicional de preparar estas salsas, los ingredientes se machacan con un mortero y se les agrega sal o salsa de pescado al gusto.

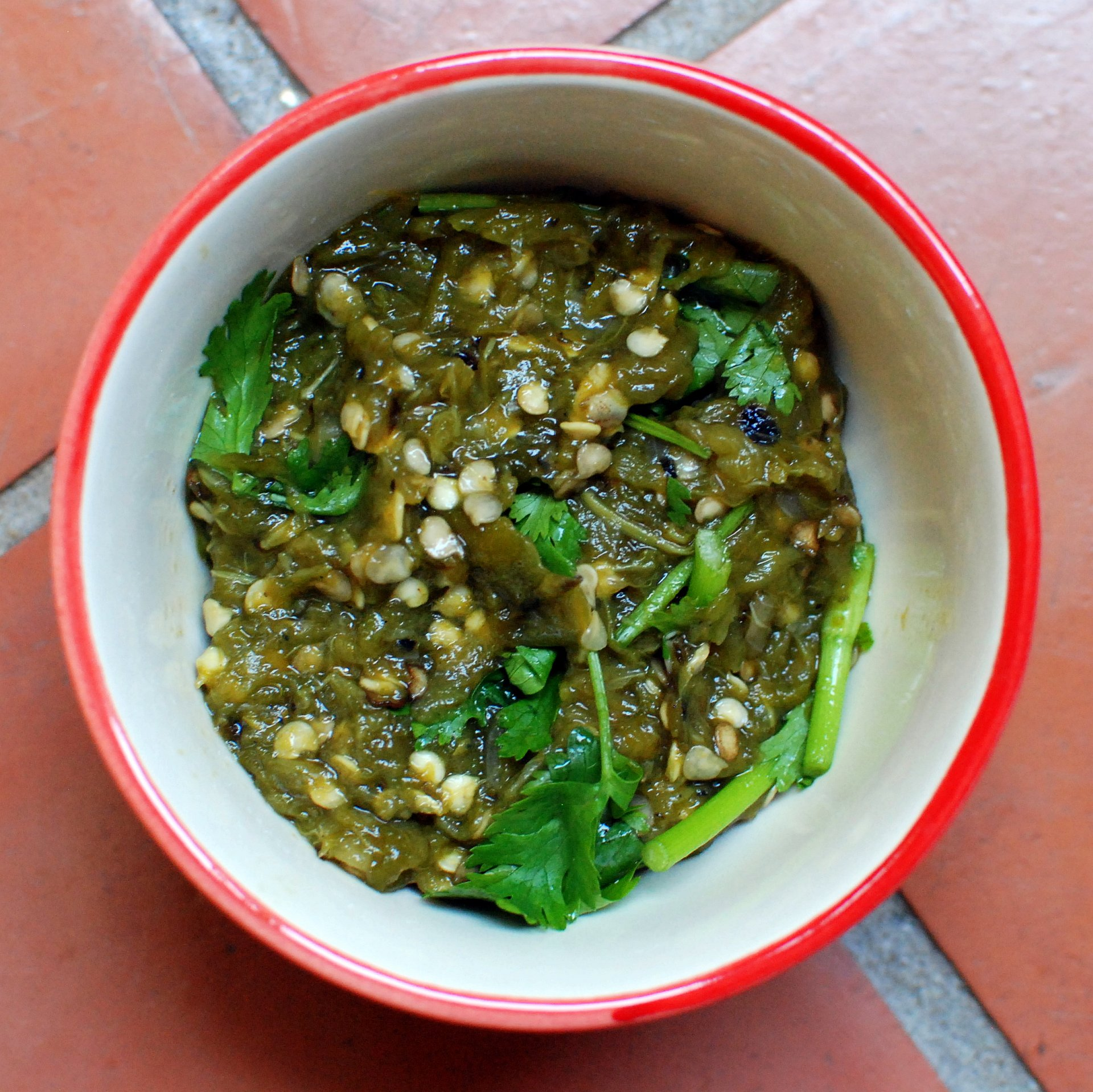
Nam phrik num, una especialidad del norte de Tailandia

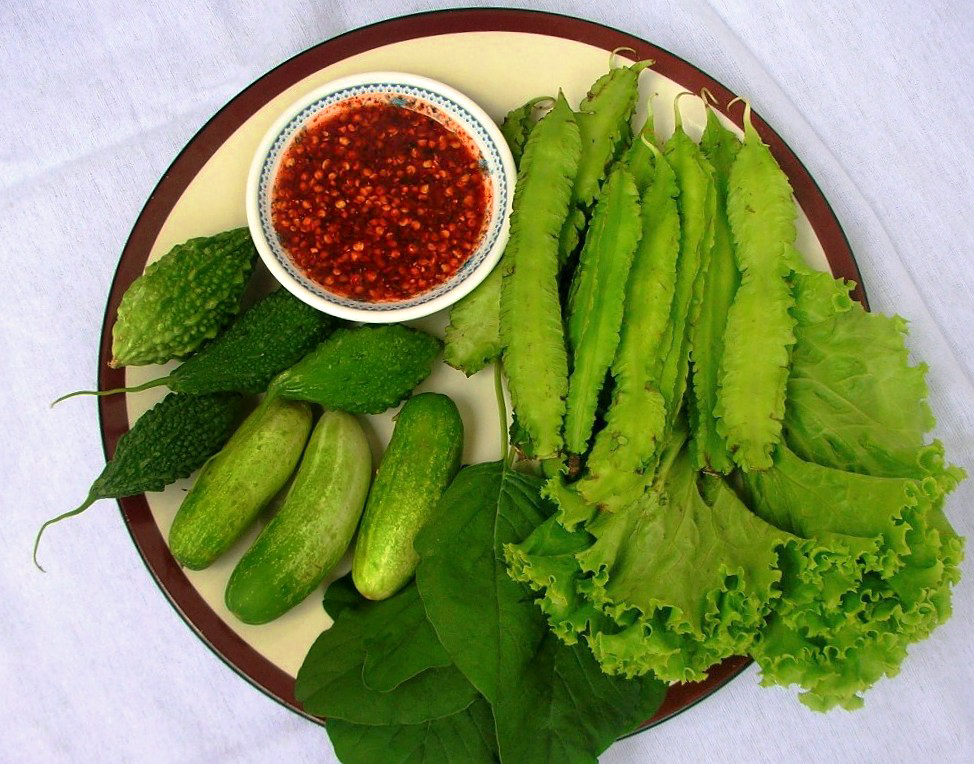
Listo para comer nam phrik pla salat pon de Khorat

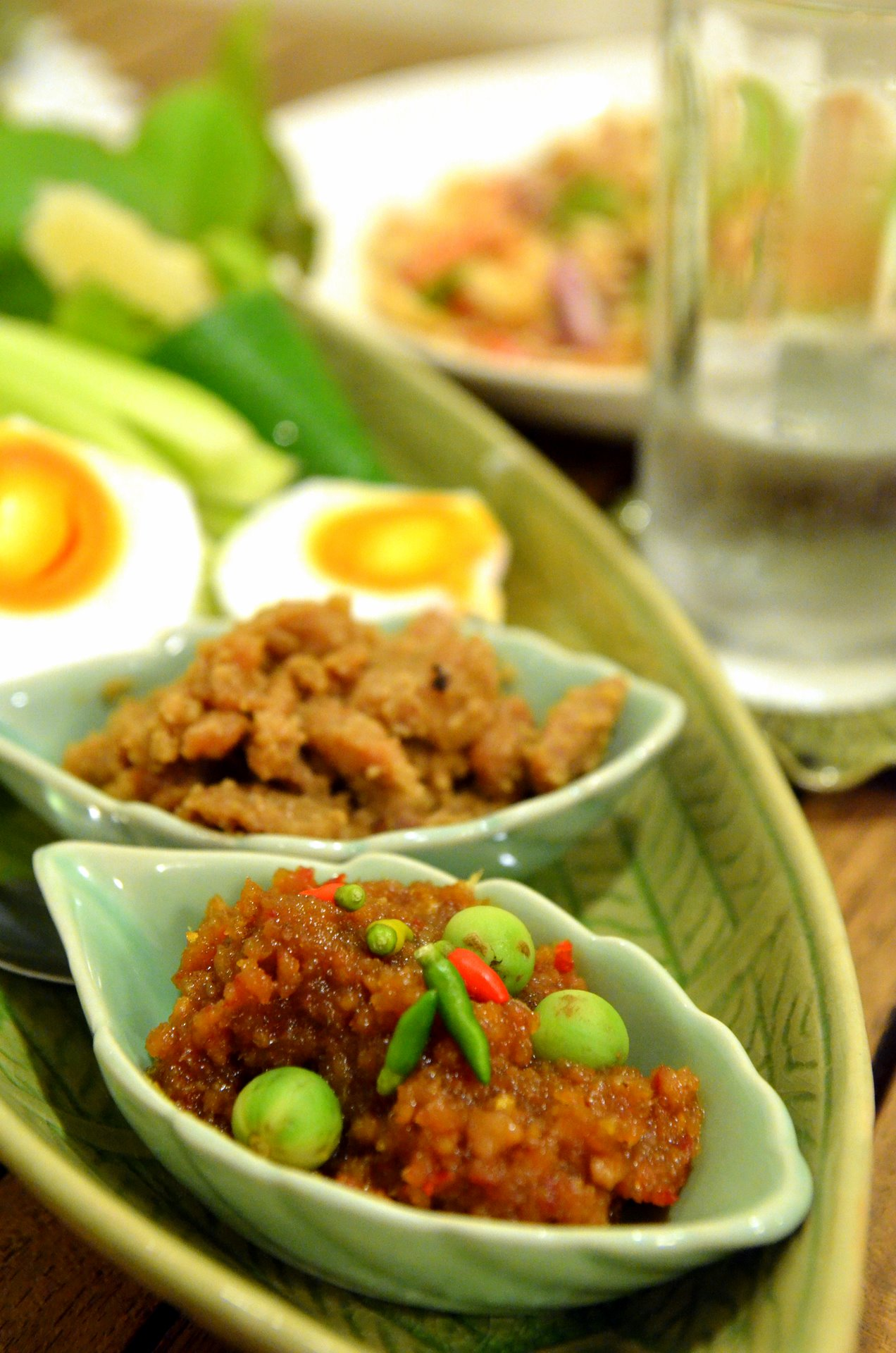
Nam phrik long ruea

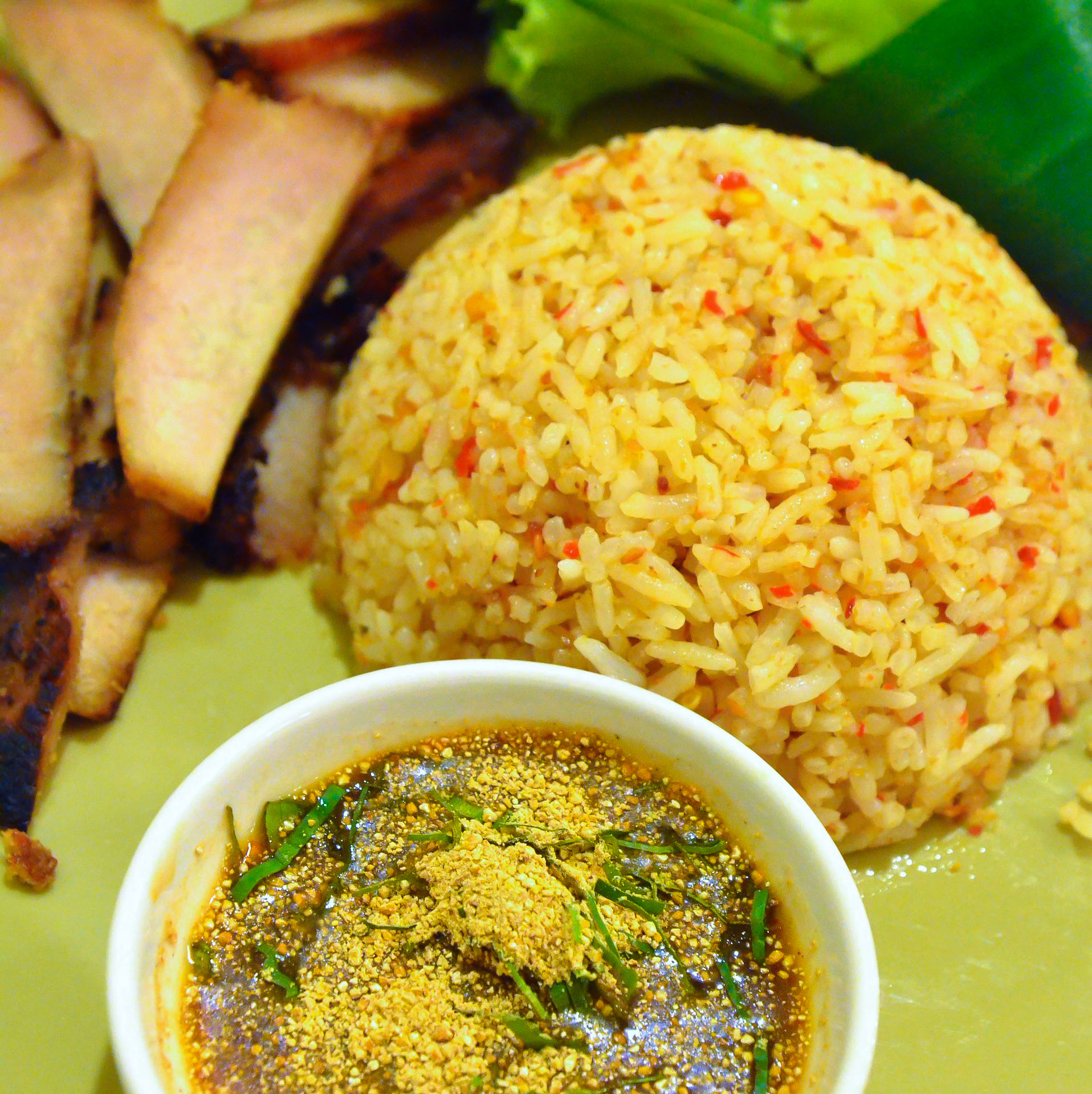
Khao phat nam phrik narok es arroz frito con nam phrik narok; aquí servido con cerdo a la parrilla y nam chim (salsa para mojar)

Las salsas tipo Nam phrik se sirven normalmente en platillos pequeños colocados junto al plato principal como condimento o salsa para preparaciones blandas, como verduras crudas o hervidas, pescado, aves y carnes. Dependiendo del tipo, la región y la familia que lo prepara, el nam phrik puede variar en textura desde un líquido a una pasta hasta una consistencia casi seca, granular o en polvo.
En lugar de khrueang kaeng o phrik kaeng, las palabras nam phrik también se pueden utilizar para designar pastas de curry tailandesas como en nam phrik kaeng som para kaeng som o nam phrik kaeng phet para kaeng phet.

## Historia
El primer occidental en informar sobre el nam phrik fue Simon de la Loubère, un embajador francés en la corte de Ayutthaya. En 1687-88 señaló que contiene "una salsa parecida a la mostaza, que consistía en cangrejos de río corrompidos (pescado fermentado), al que llamaron kapi". El rey Chulalongkorn, considerado como uno de los reyes más grandes de Tailandia, declaró repetidamente durante su gira por Europa en 1907 que, además del khai chiao (tortilla), extrañaba mucho el nam phrik. El chef David Thompson, un reconocido experto en cocina tailandesa, escribe: "Están en el centro mismo de la cocina tailandesa y han alimentado a los tailandeses desde su pasado lejano hasta el presente".
Los chiles se originaron en América, donde se han cultivado durante más de 6000 años. Probablemente fueron introducidos en Asia y Tailandia en el siglo XVI por emisarios y comerciantes portugueses en lo que se conoce como el intercambio colombino. Antes de que los chiles fueran conocidos y adoptados con entusiasmo en la cocina tailandesa, se usaban otras especias como la pimienta negra, la pimienta larga y la pimienta de Sichuan para lograr el "picante" deseado.

## Tipos seleccionados
Los tipos de nam phrik varían según los ingredientes, la preparación y la región. Algunos pueden incluir tamarindo, mango verde, galanga, hierba de limón y/o hongos e incluso ingredientes como la rana. Si se utiliza pasta de pescado, se puede preparar de diversas formas, picando pescado seco, hervido, a la plancha o salado, o utilizando huevas de pescado. En Isan, a menudo se usa pla raa, que le da un sabor intenso. Algunos tipos de nam phrik pueden endulzarse con azúcar. Un libro de cocina tailandesa de 1974 enumera más de 100 recetas diferentes. Entre las variedades más extendidas, merecen mención las siguientes:
- Nam phrik kapi (tailandés: น้ำพริก กะปิ) es una de las variedades más extendidas y es típica de Tailandia Central. Contiene pasta de camarones fermentados, lima, chiles y, a menudo, berenjena de guisantes. A menudo se come con pla thu frito y verduras, entre otros platos.[1]
- Nam phrik kha (tailandés: น้ำพริกข่า) se elabora con chiles asados, ajo, galanga y sal. Esta especialidad del norte de Tailandia se sirve a menudo como salsa para setas al vapor.[12]
- Nam phrik kung siap (tailandés: น้ำพริกกุ้งเสียบ) es una especialidad del sur de Tailandia popular en las provincias de Phuket y Krabi. Está hecho de camarones secos ahumados crujientes (kung siap), chalotes, ajo, Chile Ojo de pájaro, pasta de camarones y sazonado con jugo de limón, azúcar de palma y salsa de pescado.[13][14]
- Nam phrik long ruea (tailandés: น้ำพริกลงเรือ; lit. "En el bote de pasta de chile") es un elaborado nam phrik frito que utiliza varios tipos de frutas como Garcinia schomburgkiana y Solanum ferox, camarones secos, carne de cerdo dulce y pasta de camarones, además de chiles, ajo y azúcar. Se come con huevo de pato en salazón, verduras frescas y, por ejemplo, Zedoary en rodajas ("cúrcuma blanca").
- Nam phrik maeng da (tailandés: น้ำพริกแมงดา) incorpora maeng da tostado y machacado (Lethocerus indicus, una especie de chinche de agua gigante) para su sabor específico.[15]
- Nam phrik narok (tailandés: น้ำพริกนรก) literalmente se traduce como "pasta de chile del infierno". Está elaborado con chiles secos, pasta de camarones, bagre, chalotes, ajo, salsa de pescado y azúcar.[16]
- Nam phrik num (tailandés: น้ำพริกหนุ่ม), una espesa especialidad del norte a base de chiles verdes asados, cebolla y ajo, se suele comer junto con verduras, chicharrones y arroz pegajoso.[17]
- Nam phrik ong (tailandés: น้ำพริกอ่อง) es una especialidad tradicional de Tailandia del Norte elaborada con carne de cerdo picada y tomate.[18]
- Nam phrik phao (tailandés: น้ำพริกเผา) se endulza con azúcar y, entre otros ingredientes, chiles asados y tamarindo.[19][20] Es popular como untable en pan o tostadas. También se puede utilizar como ingrediente, por ejemplo, en tom yum o en la ensalada tailandesa con calamar llamada phla pla muek.[21]
- Nam phrik pla ching chang (tailandés: น้ำพริกปลาฉิ้งฉ้าง) se basa en pequeñas anchoas locales (Stolephorus) populares en Phuket.[22]
- Nam phrik pla ra (tailandés: น้ำพริกปลาร้า) se elabora con pla ra como uno de los ingredientes principales. Como la mayoría de los tipos de nam phrik, se usa un poco de agua si la mezcla se vuelve demasiado espesa.[23]
- Nam phrik pla salat pon (น้ำพริกปลาสลาดป่น), también conocido como phrik pla salat pon, es una variedad de nam phrik con pla salat en polvo, tostado y seco (Notopterus notopterus). Todos los ingredientes principales (pescado seco, ají rojo seco y ajo) se asan previamente hasta que estén crujientes. También se le agrega pasta de camarón y azúcar, y la mezcla se machaca con un mortero. Se come con verduras crudas y es popular en Khorat.[24]
- Nam phrik pla yang (tailandés: น้ำพริกปลาย่าง) es principalmente pescado picado, a la parrilla, generalmente pla chon, mezclado con cebolla, ajo, chile en polvo, tamarindo, pasta de camarones, salsa de pescado y azúcar.[25]
- Nam phrik tai pla (น้ำพริกไตปลา),[26] uno de sus ingredientes principales es el tai pla, una salsa utilizada en la cocina de Tailandia del Sur elaborada con las entrañas fermentadas de la caballa de cuerpo corto.[27]